# ودین اولیور
ودین اولیور (انگلیسی: Vadaine Oliver؛ زادهٔ ۲۱ اکتبر ۱۹۹۱) بازیکن فوتبال اهل بریتانیا است.
از باشگاه‌هایی که در آن بازی کرده‌است می‌توان به باشگاه فوتبال لینکولن سیتی، باشگاه فوتبال نورث‌همپتون تاون، باشگاه فوتبال گیلینگام، باشگاه فوتبال کرو آلکساندرا، باشگاه فوتبال مورکم، باشگاه فوتبال نوتس کانتی، باشگاه فوتبال یورک سیتی، باشگاه فوتبال شفیلد ونزدی، و باشگاه فوتبال منزفیلد تاون اشاره کرد.